# Kujjang
Kujjang (egyszerűsített kínai: 贵阳; pinjin: Guìyáng) prefektúra szintű nagyváros Kínában, Kujcsou tartomány székhelye. Lakosainak száma 5 987 018 fő (2020).

## Népesség
| 2018 | 4 881 900 |
| 2020 | 5 987 018 |

## Közlekedés

### Vasút

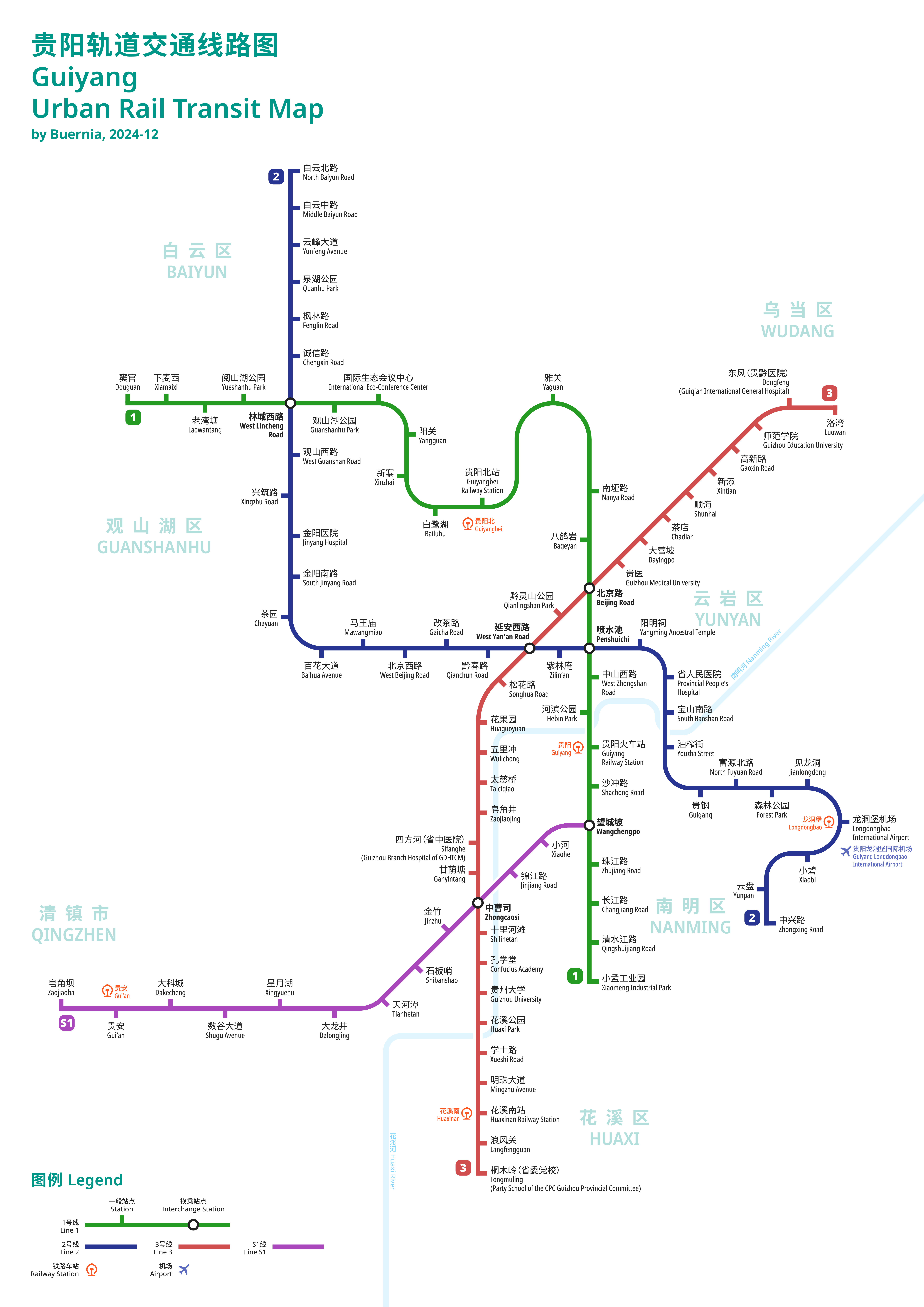
A város meglévő és tervezett metróvonalai

A város fontos vasúti csomópont több hagyományos- és nagysebességű vasútvonal is érinti. A városban 2017. decembere óta metró is üzemel.

### Légi
Egy nemzetközi repülőtere van.

## Testvérvárosok
- Fort Worth (2011. október 17. – )
- Szumi (2021. október 26. – )